# مغامرة الجوهرة الزرقاء (قصة)
مغامرة الجوهرة الزرقاء (بالإنجليزية: The Adventure of the Blue Carbuncle)‏ هي واحدة من 56 قصة لشرلوك هولمز من تأليف ارثر كونان دويل، نشرت لأول مرة بشكل منفرد في مجلة الستراند في يناير 1892 ، ثم اعيد نشرها مجمعة مع باقي قصص سلسلة مغامرات شرلوك هولمز لاحقا.تعد القصة السابعة في سلسلة مغامرات شرلوك هولمز.

## ملخص القصة
يقوم شرطي بفض شجار في الشارع، ويساعد رجلا كبيرا في السن تم الاعتداء عليه، لكنه يتفاجئ بان هذا الاخير يسرع بالفرار تاركا وراءه قبعة واوزة.بعد يومين من عيد الميلاد، يذهب الكوميسير بيترسون إلى شرلوك هولمز، ويطلب منه المساعدة لإيجاد مالك القبعة والإوزة، لكن ايجاد صاحبها يستغرق مدة من الزمن، لذا اقترح هولمز ان يتم اكل الإوزة ثم شراء اوزة ثانية لإعطائها للرجل عند ايجاده.المفاجئة الكبرى تكون عندما يتم ايجاد جوهرة زرقاء داخل الإوزة بعد ذبحها، تنطبق عليها نفس مواصفات جوهرة سرقت من ليدي بأحد الفنادق، وقد تم اتهام السمكري جون هورنر بسرقتها.يكتشف هولمز هوية الرجل ويعيد له القبعة والإوزة بعد ان اخبره بما حدث للإوزة الاصلية، لكن الرجل لا يبدي أي رد فعل غريب، ما يدفع هولمز للاقتناع بان لا علم له بوجود تلك الجوهرة داخل الإوزة.يبدأ هولمز في تحقيقاته، ويكتشف اخيرا ان سارق الجوهرة الحقيقي هو أحد العمال في الفندق، وليس السمكري، حيث قام بالسرقة ثم الصق التهمة بالسمكري، وذهب إلى اخته، التي تعمل كبائعة اوز، وقام بإخفاء الجوهرة في اوزة لها علامات معينة في شكلها الخارجي تميزها عن باقي الإوز، وهذا حتى يستطيع اخذها من اخته فيما بعد، إلا انه ولسوء حظه، لم يتنبه إلى انه توجد اوزتين تحملان نفس تلك الصفات الخارجية المميزة، فتقوم اخته بإعطائه الإوزة الخطأ، بعد ان تم بيع الإوزة التي تحتوي الجوهرة والتي ستقع في يد رجل لا علم له بما تحتويه داخلها.

## الاقتباس
- في عام 1968 تم اقتباس إحدى حلقات مسلسل شرلوك هولمز من القصة، المسلسل من بطولة بيتر كوشينغ بدور هولمز ومن إنتاج قناة بي بي سي.[1]
- تم اقتباس إحدى حلقات مسلسل شرلوك هولمز، الذي عرض بين 1984 و1994, من القصة وقام بدور هولمز الممثل جيرمي برات، وقد تم عرض المسلسل على قناة ITV البريطانية.
- تم اقتباس إحدى حلقات مسلسل شرلوك هولمز في القرن 22 من القصة.

## الترجمة العربية
- مغامرة الجوهرة الزرقاء، دار الأجيال للنشر.
- مغامرة الجوهرة الزرقاء، مؤسسة هنداوي، ترجمة سارة طه علام ومراجعة مصطفى محمد فؤاد.[2]
- مغامرة العقيق الأزرق، (ضمن مجموعة مغامرات شيرلوك هولمز) مؤسسة هنداوي، ترجمة أميرة علي عبد الصادق.(مختصرة)